# Psychotria cambodiana
Psychotria cambodiana är en måreväxtart som beskrevs av Jean Baptiste Louis Pierre och Charles-Joseph Marie Pitard. Psychotria cambodiana ingår i släktet Psychotria och familjen måreväxter. Inga underarter finns listade i Catalogue of Life.